# Ted Chiang

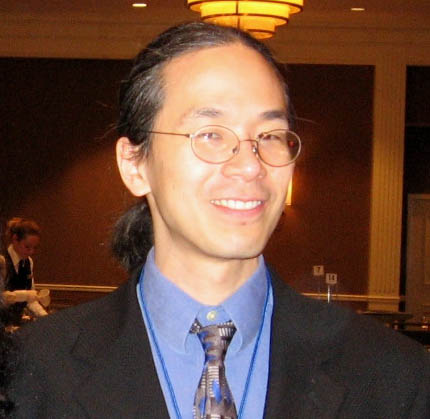
Ted Chiang auf der World Fantasy Convention 2007

Ted Chiang (* 1967 in Port Jefferson, Long Island, New York) ist ein US-amerikanischer Science-Fiction-Autor. Besonders bekannt wurde die Verfilmung von Chiangs 1998 erschienener Kurzgeschichte Story of Your Life unter dem Titel Arrival (2016).
2020 wurde Ted Chiang für sein Lebenswerk  mit der Aufnahme in die Science Fiction and Fantasy Hall of Fame geehrt.

## Leben und Werk
Ted Chiang schloss an der Brown University sein Studium der Informatik ab. Heute lebt er in Bellevue nahe Seattle, Washington.
1989 war er Teilnehmer des renommierten Clarion Workshops für angehende Science-Fiction- und Fantasy-Autoren, bei dem er in der Folge auch als Dozent wirkte.
Seine Werke gewannen zahlreiche Preise: Schon seine erste Kurzgeschichte Tower of Babylon (1990) gewann einen Nebula Award, ebenso wie die Kurzgeschichte Story of Your Life (1999), die zudem einen Sturgeon Award und Seiun Award gewann und 2016 unter dem Titel „Arrival“ für das Kino verfilmt wurde. Einen weiteren Nebula sowie einen Hugo Award, Locus und Seiun Award erhielt er für seine Novelle Hell Is the Absence of God (2001), einen Hugo Award, Seiun Award und Locus Award für seine Novelle The Lifecycle of Software Objects. Seventy-Two Letters erhielt den Sidewise Award und The Merchant and the Alchemist's Gate Hugo, Nebula und Seiun Award, sowie Exhalation Hugo und Locus Award, sowie den BSFA Award.
Eine Hugo-Nominierung für „Liking What You See: A Documentary“ lehnte er ab.
2013 erhielt er den Kurd-Laßwitz-Preis für das beste ausländische Werk. 2017 erhielt er den British Fantasy Award für seine Mitarbeit am Film Arrival.

## Rezeption
In Deutschland wurde Ted Chiang zuerst stärker nach der Herausgabe des ersten Erzählbandes im Golkonda-Verlag wahrgenommen. Wie dieser erste erhielt auch der zweite Band eine Reihe positiver Kritiken. Denis Scheck rezensierte die Erzählungen in der ARD-Sendung Druckfrisch und bezeichnet Chiang als den „derzeit besten Verfasser von Science-Fiction und Fantasy-Erzählungen“ und schätzt ihn zum „erzählerisch Erstaunlichsten, intellektuell Aufregendsten und ästhetisch Innovativsten“, was er in den letzten zehn Jahren gelesen habe.

„Chiang begnügt sich nicht mit glitzernden Oberflächen, leuchten Knöpfen und bunten Cyberwelten. Der studierte Informatiker ergründet vielmehr die Auswirkungen bestimmter Erfindungen auf Geist und Körper des Menschen. Mal kommt das als Steampunk-Spuk daher, mal als Wissenschaftsthriller. Aber immer als SF-Literatur für Fortgeschrittene.“

## Auszeichnungen
Neben den hier aufgelisteten Auszeichnungen wurde auch die Verfilmung von Story of Your Life mehrfach prämiert (siehe: Arrival).
| Jahr | Auszeichnung                                     | Werk                                  | Anmerkungen                       |
| ---- | ------------------------------------------------ | ------------------------------------- | --------------------------------- |
| 1991 | Nebula Award                                     | Tower of Babylon                      | bester Kurzroman                  |
| 1992 | Asimov’s Science Fiction Magazine Readers’ Award | Understand                            | bester Kurzroman                  |
| 1992 | John W. Campbell Award for Best New Writer       |                                       |                                   |
| 1994 | Hayakawa’s SF Magazine Reader’s Award            | Understand                            | beste ausländische Kurzgeschichte |
| 1999 | Locus Award                                      | Story of Your Life                    | beste Erzählung                   |
| 1999 | Theodore Sturgeon Memorial Award                 | Story of Your Life                    |                                   |
| 2000 | Nebula Award                                     | Story of Your Life                    | beste Erzählung                   |
| 2001 | Hayakawa's SF Magazine Reader’s Award            | Story of Your Life                    | beste ausländische Kurzgeschichte |
| 2001 | Locus Award                                      | Catching crumbs from the table        | beste Kurzgeschichte              |
| 2001 | Sidewise Award                                   | Seventy-two Letters                   | beste Kurzgeschichte              |
| 2002 | Hayakawa's SF Magazine Reader’s Award            | Seventy-two Letters                   | beste ausländische Kurzgeschichte |
| 2002 | Hugo Award                                       | Hell Is the Absence of God            | bester Kurzroman                  |
| 2002 | Locus Award                                      | Hell Is the Absence of God            | bester Kurzroman                  |
| 2002 | Seiun Award                                      | Story of Your Life                    | beste übersetzte Kurzgeschichte   |
| 2003 | Locus Award                                      | Stories of Your Life and Others       | beste Sammlung                    |
| 2003 | Nebula Award                                     | Hell Is the Absence of God            | bester Kurzroman                  |
| 2004 | Seiun Award                                      | Hell Is the Absence of God            | beste übersetzte Kurzgeschichte   |
| 2008 | Hugo Award                                       | The Merchant and the Alchemist’s Gate | bester Kurzroman                  |
| 2008 | Nebula Award                                     | The Merchant and the Alchemist’s Gate | bester Kurzroman                  |
| 2009 | British Science Fiction Association Award        | Exhalation                            | beste Kurzgeschichte              |
| 2009 | Hugo Award                                       | Exhalation                            | beste Kurzgeschichte              |
| 2009 | Locus Award                                      | Exhalation als beste Kurzgeschichte   |                                   |
| 2009 | Seiun Award                                      | The Merchant and the Alchemist’s Gate | beste übersetzte Kurzgeschichte   |
| 2010 | Grand Prix de l’Imaginaire                       | Exhalation                            | beste ausländische Erzählung      |
| 2011 | Hugo Award                                       | The Lifecycle of Software Objects     | beste Erzählung                   |
| 2011 | Locus Award                                      | The Lifecycle of Software Objects     | beste Erzählung                   |
| 2012 | Italia Award                                     | The Lifecycle of Software Objects     | bester internationaler Roman      |
| 2012 | Seiun Award                                      | The Lifecycle of Software Objects     | beste übersetzte Kurzgeschichte   |
| 2013 | Kurd-Laßwitz-Preis                               | Hell Is the Absence of God            | bester fremdsprachiger Roman      |
| 2020 | Science Fiction Hall of Fame                     | Lebenswerk                            |                                   |
| 2020 | Locus Award                                      | Omphalos                              | beste Erzählung                   |

## Bibliografie
Sammlungen
- Stories of Your Life and Others (2002; auch: Arrival, 2016)
  - Deutsch: Geteilt durch Null (Erzählungen 1990 bis 2020, Band 2). Golkonda, 2020, ISBN 978-3-96509-037-8.
- Exhalation (2019)
  - Deutsch: Die große Stille (Erzählungen 1990 bis 2020, Band 1). Golkonda, 2020, ISBN 978-3-96509-035-4.

Erzählungen 1990 bis 2020, Band 1 und 2 enthalten die bereits in Die Hölle ist die Abwesenheit Gottes und Das wahre Wesen der Dinge veröffentlichten Kurzgeschichten. Band 1 enthält zusätzlich vier erstmals in Deutsch veröffentlichte Kurzgeschichten.
Deutsche Zusammenstellungen:
- Die Hölle ist die Abwesenheit Gottes. Übersetzt von molosovsky. Golkonda, 2011, ISBN 978-3-942396-12-7. Auch als: Arrival: Die Hölle ist die Abwesenheit Gottes. Übersetzt von molosovsky. Golkonda (Allgemeine Reihe #212), 2017, ISBN 978-3-946503-12-5.
- Das wahre Wesen der Dinge. Hrsg. von Hannes Riffel & Karlheinz Schlögl. Übersetzt von Karin Will und Michael Plogmann. Golkonda (Allgemeine Reihe #117), 2014, ISBN 978-3-944720-17-3.

Kurzgeschichten
Wird bei Übersetzungen von Kurzgeschichten als Quelle nur Titel und Jahr angegeben, so findet sich die vollständige Angabe bei der entsprechenden Sammelausgabe.
1990:
- Tower of Babylon (in: Omni, November 1990)
  - Deutsch: Der Turmbau zu Babel. Übersetzt von molosovsky. In: Die Hölle ist die Abwesenheit Gottes. 2011.
- Tower of Babylon (1990)

1991:
- Division by Zero (1991, in: Lou Aronica, Amy Stout und Betsy Mitchell (Hrsg.): Full Spectrum 3)
  - Deutsch: Geteilt durch Null. Übersetzt von Karin Will. In: Das wahre Wesen der Dinge. 2014.
- Understand (in: Isaac Asimov’s Science Fiction Magazine, August 1991)
  - Deutsch: Verstehen. Übersetzt von Karin Will. In: Das wahre Wesen der Dinge. 2014.

1998:
- Story of Your Life (1998, in: Patrick Nielsen Hayden (Hrsg.): Starlight 2)
  - Deutsch: Geschichte deines Lebens. Übersetzt von molosovsky. In: Die Hölle ist die Abwesenheit Gottes. 2011.

2000:
- Catching Crumbs from the Table (in: Nature, June 1, 2000; auch: The Evolution of Human Science, 2002)
  - Deutsch: Die Evolution menschlicher Wissenschaft. In: Das wahre Wesen der Dinge. 2014. Auch als: Offizielle Erklärung zum Stand der menschlichen Forschung. In: Spektrum der Wissenschaft, #3.17. Spektrum der Wissenschaft, 2017.
- Seventy-Two Letters (2000, in: Ellen Datlow (Hrsg.): Vanishing Acts)
  - Deutsch: Zweiundsiebzig Buchstaben. In: Das wahre Wesen der Dinge. 2014.

2001:
- Hell Is the Absence of God (2001, in: Patrick Nielsen Hayden (Hrsg.): Starlight 3)
  - Deutsch: Die Hölle ist die Abwesenheit Gottes. Übersetzt von molosovsky. In: Die Hölle ist die Abwesenheit Gottes. 2011.

2002:
- Liking What You See: A Documentary (2002, in: Ted Chiang: Stories of Your Life and Others)
  - Deutsch: Die Wahrheit vor Augen. Übersetzt von Michael Plogmann. In: Pandora, Fall 2007. Shayol #73, 2007, ISBN 978-3-926126-73-3.

2005:
- What's Expected of Us (in: Nature, July 7, 2005)
  - Deutsch: Was von uns erwartet wird. Übersetzt von Karin Will. In: Das wahre Wesen der Dinge. 2014.

2007:
- The Merchant and the Alchemist’s Gate (2007)
  - Deutsch: Der Kaufmann am Portal des Alchemisten. Übersetzt von molosovsky. In: Die Hölle ist die Abwesenheit Gottes. 2011.

2008:
- Exhalation (2008, in: Jonathan Strahan (Hrsg.): Eclipse Two: New Science Fiction and Fantasy)
  - Deutsch: Ausatmung. Übersetzt von molosovsky. In: Die Hölle ist die Abwesenheit Gottes. 2011.

2010:
- The Lifecycle of Software Objects (2010)
  - Deutsch: Der Lebenszyklus von Software-Objekten. Übersetzt von Karin Will. In: Das wahre Wesen der Dinge. 2014.

2011:
- Dacey’s Patent Automatic Nanny (2011, in: Ann VanderMeer und Jeff VanderMeer (Hrsg.): The Thackery T. Lambshead Cabinet of Curiosities)
  - Deutsch: Daceys vollautomatisches Kindermädchen. Übersetzt von Karin Will. In: Das wahre Wesen der Dinge. 2014.

2013:
- The Truth of Fact, the Truth of Feeling (in: Subterranean Press Magazine, August 2013)
  - Deutsch: Die Wahrheit der Fakten, die Wahrheit des Empfindens. Übersetzt von Jakob Schmidt. In: Die große Stille. 2020.

2015:
- The Great Silence (2015 in: e-flux journal mit Allora & Calzadilla, 2016 in: The Magazine of Fantasy & Science Fiction, May-June 2016)
  - Deutsch: Die große Stille. Übersetzt von Jakob Schmidt. In: Die große Stille. 2020.

2019:
- Better Versions of You (in: The New York Times Magazine Fiction Supplement, 28. April 2019) [= gekürzte Fassung der Kurzgeschichte Anxiety Is the Dizziness of Freedom]
- Anxiety Is the Dizziness of Freedom (2019, in: Ted Chiang: Exhalation)
  - Deutsch: Angst ist der Taumel der Freiheit. Übersetzt von Jakob Schmidt. In: Die große Stille. 2020.
- Omphalos (2019, in: Ted Chiang: Exhalation)
  - Deutsch: Omphalos. Übersetzt von Jakob Schmidt. In: Die große Stille. 2020.
- It’s 2059, and the Rich Kids are Still Winning (in: New York Times, 27. Mai 2019)

## Verfilmungen
- 2016: Arrival (Verfilmung von „Story of Your Life“ / „Geschichte deines Lebens“); Regisseur: Denis Villeneuve